# Prowincja Pesaro i Urbino
Prowincja Pesaro i Urbino (wł. Provincia di Pesaro e Urbino) – prowincja we Włoszech.
Nadrzędną jednostką podziału administracyjnego jest region (tu: Marche), a podrzędną jest gmina.
Liczba gmin w prowincji wynosi 67.